# Villaz, Haute-Savoie
Villaz är en kommun i departementet Haute-Savoie i regionen Auvergne-Rhône-Alpes i sydöstra Frankrike. Kommunen ligger i kantonen Thorens-Glières som tillhör arrondissementet Annecy. År 2022 hade Villaz 3 473 invånare.

## Befolkningsutveckling
Antalet invånare i kommunen Villaz
| Referens: INSEE |